# 13693 Бондар
13693 Бондар (13693 Bondar) — астероїд головного поясу, відкритий 4 жовтня 1997 року.
Названий на честь Роберти Лінн Бондар — першої канадської (українського походження) жінки-астронавта і першого лікаря-невролога, який побував у космосі.
Тіссеранів параметр щодо Юпітера — 3,395.